# 三島神社 (東伊豆町大川)
三島神社（みしまじんじゃ）は、静岡県賀茂郡東伊豆町大川にある神社。地名を冠して大川三島神社（おおかわみしまじんじゃ）とも称される。

## 概要
東伊豆町最北部である大川地区の鎮守であり、海岸沿いの国道135号から大川温泉・伊豆大川駅がある集落へと坂を上がっていく入り口の山麓に鎮座している。
創建は不詳。享徳3年（1454年）、明応9年（1500年）、大永4年（1524年）の棟札が残されており、嘉永6年（1853年）作の社殿彫刻と共に、町指定の文化財になっている。

## 祭神
- 事代主命

## 文化財
- 社殿彫刻 (正面・側面) - 町指定工芸品[2]。
- 棟札 - 町指定有形文化財[2]。